# Cynthia Hansell-Bakić
Cynthia Hansell-Bakić (Arlington, Virginia, SAD, 7. lipnja 1949. – Zagreb, 12. rujna 2021.) bila je američko-hrvatska operna pjevačica (sopran), dugogodišnja prvakinja Opere Hrvatskoga narodnog kazališta u Splitu i glazbena pedagoginja. Kao pjevačica gostovala je u svim hrvatskim opernim kućama te nastupala u Europi i Sjedinjenim Američkim Državama. Pjevala je s mnogim simfonijskim orkestrima kao solistica u standardnom i suvremenom koncertnom repetoaru.

## Nagrade i priznanja
Cynthia Hansell-Bakić dobitnica je mnogih nagrada i priznanja, među kojima se osobito ističu:
- nagrada publike HNK u Splitu za najgledaniju i najbolju opernu ulogu u sezoni 1980./81. za ulogu Tosce u istoimenoj operi Giacoma Puccinija
- 1992. – nagrada Grada Splita za zapaženo umjetničko djelovanje i humanitarni rad
- 2005. – nagrada "Milka Trnina" Hrvatskog društva glazbenih umjetnika za izvrstan nastup u monooperi "La voix humaine" Francisa Poulenca[3]
- 2010. – nagrada Salona Očić za najbolji koncert u sezoni
- 2012. – nagrada Grada Splita za životno djelo: za četrdeset godina uspješne operne i koncertne karijere te glazbeno-pedagoški rad[4]
- 2012. – orden Reda Danice hrvatske s likom Marka Marulića za iznimna postignuća u kulturi[5]
- 2018. – nagrada Splitsko-dalmatinske županije za 2017. : nagrada za životno djelo[6]

## Vanjske poveznice
- Večernji list – Maja Šitum: Cynthia Hansell-Bakić: U Hrvatsku sam došla radi pjevanja, a ostala zbog ljubavi (intervju od 19. studenoga 2017.)
- Cynthia Hansell-Bakić na Discogsu